# NGC 144
NGC 144 je galaksija u zviježđu Kit.

## Vanjske poveznice
- SEDS: NGC 0144